# Elektro Guzzi
Elektro Guzzi ist eine österreichische akustische Techno-Band. Beeinflusst von Detroit Techno spielen sie in der klassischen Band-Besetzung Gitarre, Schlagzeug und Bass. Ihre Intention ist, einem eigenen Ansatz in der ansonst Sample-basierten elektronischen Musik zu folgen. Nach fünf Jahren Probezeit erschien 2010 ihr Debütalbum Elektro Guzzi beim Berliner Label Macro. Als Produzent fungierte Patrick Pulsinger. Es folgten internationale Auftritte auf Festivals der elektronischen Musik, u. a. Sónar, Mutek, Roskilde und Melt.

## Diskografie

### Alben
- 2010: Elektro Guzzi (Macro)
- 2011: Parquet (Macro)
- 2011: Live P.A. (Macro)
- 2013: Circling Above (The Tapeworm)
- 2014: Observatory (Macro)
- 2016: Clones (Macro)
- 2018: Polybrass (Denovali)
- 2021: TRIP (Palazzo)
- 2022: Triangle (Palazzo)

### Singles und EPs
- 2010: Hexenschuss / Elastic Bulb (Macro)
- 2011: Extrakt EP (Macro)
- 2012: Allegro EP (Pomelo)
- 2013: Cashmere EP (Macro)
- 2015: KiNK vs. Elektro Guzzi – Atlas / Vodolaz Versions (Macro)
- 2017: Parade EP (Denovali)
- 2018: Color EP (Palazzo)
- 2020: Cristian Vogel & Elektro Guzzi – Coexist EP (Endless Process)

## Auszeichnungen
- EBBA Award 2012 für ihr Album „Parquet“